# Machaeroides
Machaeroides (лат., буквально: подобные кинжалу) — род саблезубых креодонтов, обитавших в эоцене. Ископаемые остатки обнаружены в американском штате Вайоминг. Это наиболее раннее известное саблезубое млекопитающее, существовавшее задолго до появления саблезубых тигров и сумчатых саблезубых тигров.

## Описание
По внешнему виду Machaeroides напоминали саблезубых тигров небольшого размера (примерно с современную собаку). M. eothen весил, по оценке, 10—14 кг, а по размеру напоминал современного стаффордширского терьера. M. simpsoni был ещё меньше. (Egi 2001)
От настоящих саблезубых кошек Machaeroides отличались более удлинённым черепом, а также стопоходящими конечностями.
Machaeroides отличались от близкородственного рода Apataelurus тем, что у последнего саблевидные зубы были меньшего размера.

## Таксономия
Хотя Machaeroides, без сомнения, относились к креодонтам, их точное таксономическое положение внутри данного отряда остаётся спорным. Мнения специалистов разделились примерно поровну по вопросу о причислении их и сестринского рода Apataelurus к семействам оксиениды или гиенодонтиды.